# Dinosaurier – Gegen uns seht ihr alt aus!
Dinosaurier – Gegen uns seht ihr alt aus! ist eine deutsche Filmkomödie von Leander Haußmann aus dem Jahr 2009. Es handelt sich um eine Neuverfilmung des Spielfilms Lina Braake oder Die Interessen der Bank können nicht die Interessen sein, die Lina Braake hat von Bernhard Sinkel aus dem Jahre 1975.

## Handlung
Die pensionierte Lehrerin Lena Braake gerät mit den letzten Ratenzahlungen für ihr Eigenheim in der Windmühlengasse in Verzug, weil ihre Rente seit Kurzem immer erst Mitte des Monats ausgezahlt wird. Sie will verreisen und sich durch ihre Bank Reiseschecks ausstellen lassen. Eine Bankangestellte zerschneidet jedoch ihre Kreditkarte, sodass Lena ihren Kundenberater Tobias Hardmann aufsucht. Mit einem Trick gelingt es ihm, Lena einen Zusatzkredit zu verkaufen, mit dem sie ihre Ratenzahlungen angeblich nebenbei finanzieren kann. Wenig später ist Lena Braake nicht nur ihr Erspartes, sondern auch ihr Haus los. Sie zieht notgedrungen in das Altenheim Haus Sonnenruh. Hier lernt sie Johann Schneider kennen, der gerade seinen 80. Geburtstag feiert. Er gibt sich schwer pflegebedürftig und bettlägerig, ist jedoch in Wirklichkeit ein äußerst rüstiger Rentner. Er verliebt sich in Lena, die ihn an eine frühe Jugendliebe erinnert. Als er erfährt, dass sie die Hypothek von 80.000 Euro für ihr Haus nicht mehr abbezahlen konnte, weil die Bank sie betrogen hat, will er ihr helfen. Er hat einst 80 Millionen bei seinen Geschäften verloren und kennt die Mechanismen der „Gegenseite“. Mehrfach gelingt es ihm, mit Lena aus dem Heim zu verschwinden. Bei einem Seniorenausflug in das Naturkundliche Museum der Stadt erlaubt ihnen Fahrer Tom Szymanski einen Abstecher zu Lenas Haus. Johann Schneider hat Tom zum Ausgleich versprochen, ihn reich zu machen – ein Versprechen, das er einhalten will. An Lenas Haus sehen sie Tobias Hardmann, der gerade mit einem Trick Lenas Nachbarn Victor Semlitsch zum Verkauf seines Hauses überreden will. Beide erkennen, dass die gesamte Häuserzeile abgerissen werden soll, um einem Einkaufszentrum Platz zu machen. Sie überreden Victor Semlitsch, ihnen das Haus in spätestens einem Monat für 210.000 Euro zu verkaufen. Bis dahin will er auch nicht auf das Angebot der Bank eingehen, dessen Höhe Victor Semlitsch ihnen nicht verrät.
Lena und Johann verkleiden sich als exzentrische Antiquitätenhändler und begeben sich zu der Bank, die Lena vorher betrogen hatte. Johann hat die Rolex des Altenpflegers Piretti an sich genommen und macht damit bei der Empfangsdame Eindruck. Sie stimmt zu, beiden den gewünschten Kredit von 250.000 Euro zu verschaffen, doch besteht der hinzukommende Tobias Hardmann auf einem Bürgen. Lena und Johann beschließen, das Büro von Johanns Sohn Alexander in der Mittagspause zu besetzen, Tobias hinzubitten und mit dem als Alexander agierenden Altenheimbewohner Siegfried einen Bürgen vorzuweisen. Alexander wiederum darf nichts erfahren, will er doch seit langem den vorgeblich schwachen Johann entmündigen lassen. Der Trick funktioniert zunächst, doch schluckt der Diabetiker Siegfried bei einem Unterzuckerungsanfall Unmengen Zucker, sodass er beim eigentlichen Gespräch mit Tobias überzuckert und kaum ansprechbar ist. Als Alexander ungeplant früher aus der Mittagspause zurückkommt, trifft er im Vorzimmer seines Büros unter anderem seinen Vater an. In seiner Not gibt Johann an, sofort den Entmündigungsvertrag unterzeichnen zu wollen. Während Johann und Alexander zum Notar gehen, gibt Tobias der Bank telefonisch das Einverständnis, den Kredit zu bewilligen.
Lena und Johann gehen nun mit dem Geld zu Victor Semlitsch. Gerade als er den Kaufvertrag unterzeichnen will, erleidet er einen Herzinfarkt und stirbt. Seine zu Besuch kommende Enkelin ruft sofort Tobias Hardmann an und gibt die Einwilligung, das Haus an die Bank zu verkaufen – Tobias hatte Victor 500.000 Euro für das Haus angeboten. Lena und Johann wollen aufgeben, doch hat Lena einen letzten, gewagten Plan. Sie stehlen aus dem Naturkundemuseum einen Dinosaurierknochen und vergraben ihn auf dem Grundstück der Windmühlengasse, auf dem die Bank in Kürze ein Fest mit symbolischem Spatenstich für das neue Einkaufszentrum plant. Lena, Johann, Siegfried und Rentnerin Hildchen erscheinen auf dem Fest als zukünftige Großinvestor Schwertlein und Bankiers, die Tobias organisiert hat. Der hat eigentlich seinen Studienfreund Jo Schwertlein erwartet, doch geben sich Lena und Johann als dessen Eltern aus. Jo sei schwer drogenabhängig und gerade im Koma. Tatsächlich hat er von Lenas mit Schlafpillen versetzten Keksen gegessen. Während der Veranstaltung wird der Saurierknochen entdeckt. Weitere Rentner des Heims treten nun in verschiedenen Rollen, darunter als Archäologe, Denkmalpfleger und Radioreporter, auf und machen der Bank klar, dass die Grundstücke nun keinerlei Wert mehr haben. Lena und Johann setzen einen neuen Kaufvertrag auf, in dem sie der Bank sämtliche Windmühlengassengrundstücke für einen symbolischen Euro abkaufen. Die Grundstücke wiederum gehen in den Besitz von Tom Szymanski über. Zähneknirschend unterschreiben die Verantwortlichen der Bank.
Wenig später wird Johann Schneider für seine Taten verhaftet. Weil sein Sohn ihn jedoch entmündigen ließ, kann er nicht haftbar gemacht werden und wird kurze Zeit später freigelassen. In einem Brief erklärt er Alexander die Hintergründe seines Handelns. Lena hat ihr Haus wieder und Johann deutet an, dass er sich inzwischen an einem Ort weit weg befinde – er ist nicht verstorben, sondern befindet sich mit seiner großen Liebe Lena im Urlaub am Meer.

## Produktion
Dinosaurier – Gegen uns seht ihr alt aus! wurde vom 17. März bis 7. Mai 2009 in Berlin gedreht, u. a. in einer alten Bankiersvilla in Hirschgarten und im Naturkundemuseum. Der Film kam am 24. Dezember 2009 in die deutschen Kinos. Am 15. Juli 2010 erschien er auf DVD.
Ezard und Leander Haußmann stellten auch im Film Vater und Sohn dar. Dinosaurier – Gegen uns seht ihr alt aus! war der letzte Kinofilm von Ezard Haußmann († 2010) und Walter Giller († 2011).

## Kritik
„Was eigentlich nur eine recht zahnlose Komödie mit lauen Pointen über einen Aufstand der Alten gegen die mangelnde Moral im heutigen Finanzwesen ist, nimmt durch die spürbare Zuneigung zu den Figuren dennoch für sich ein.“

„Aufgepepptes Remake von Bernhard Sinkels herrlicher Komödie ‚Lina Braake‘, die Leander Haußmann als Mix aus schlüpfrigem Senioren-Spaß und klassischer Rififi-Nummer präsentiert.“

„Unbequeme Komödie von Leander Haußmann, die sich mit dem Verhältnis der Gesellschaft zu ihren Alten befasst. Unter dem Deckmantel einer klassischen Dramaturgie eines Bruchs, herrlich augenzwinkernd mit klapprigen Alten inszeniert, regt Haußmann den Zuschauer zum Nachdenken über das Verhältnis zu den Senioren im Allgemeinen an. Nach dem Film wird man seine Großeltern besuchen wollen.“

„„Dinosaurier“ ist zwar eine um einiges albernere und vordergründigere Komödie über das Leben im Alter als seine Vorlage, aber der kritische, die bestehenden Verhältnisse in Frage stellende Geist des Neuen Deutschen Films weht trotz allem noch durch sie.“

## Auszeichnungen
Im Jahr 2010 wurde Dinosaurier – Gegen uns seht ihr alt aus! mit dem Ernst-Lubitsch-Preis ausgezeichnet. Walter Giller wurde 2010 als Bester Nebendarsteller für den Preis der deutschen Filmkritik 2009 nominiert.
Die Filmbewertungsstelle vergab für Dinosaurier – Gegen uns seht ihr alt aus! 2009 das Prädikat „Wertvoll“.